# پشین
کی‌پشین پسر کی‌قباد است و سهراب و لهراسپ پسران وی هستند. بنا بر برخی منابعپسر بزرگ اما بنا بر شاهنامهٔ فردوسی پشین پسر سوم کیقباد است. در متن پهلوی بندهشن کی‌پشین پسر کی‌اَپیوَه نوادهٔ کیقباد است، و این نام به صورت کی‌پسین آمده‌است. در شاهنامهٔ فردوسی از کی‌پشین با عناوین خردمند و کسی که دلش از داد لبریز بود، یاد می‌شود.

## کی‌پشین در شاهنامه
در شاهنامهٔ فردوسی چندین بار از پشین یا کی‌پشین نام برده شده‌است. که در بیشتر آن‌ها شخصیت‌هایی با افتخار تبار خود را به کی‌پشین نسبت می‌دهند. هرچند که در شاهنامهٔ فردوسی به کارها و پیشهٔ کی‌پشین اشاره نمی‌شود.

### خانوادهٔ کی‌پشین
در شاهنامهٔ فردوسی از چهار پسر کیقباد یاد می‌شود که پشین فرزند سوم کیقباد است، که این نخستین یادکرد از کی‌پشین در شاهنامهٔ فردوسی است:
| پسر بد مر او را خردمند چار |  | که بودند زو در جهان یادگار |
| نخستین چو کاووس باآفرین    |  | کی‌آرش دوم و دگر کی‌پشین     |
| چهارم کجا آرش‌ش بود نام     |  | سپردند گیتی به آرام و کام  |

### پیشنهاد کیکاووس به سیاوش ازدواج با دختر کی‌پشین
یادکرد دیگر شاهنامهٔ فردوسی از کی‌پشین زمانی است که کی‌کاووس پیشنهاد ازدواج با عموزادگان را به سیاوش می‌دهد، همچنان که در ابیات زیر آمده کی‌کاووس از برادر خود با احترام یاد می‌کند و او را از بزرگان برمی‌شمارد:
| پدر با پسر راز گفتن گرفت      |  | ز بیگانه مردم نهفتن گرفت   |
| همی گفت کز کردگار جهان        |  | یکی آرزو دارم اندر نهان    |
| که ماند ز تو نام من یادگار    |  | ز تخم تو آید یکی شهریار    |
| چنان کز تو من گشته‌ام تازه روی |  | تو دل برگشایی به دیدار آوی |
| چنین یافتم اخترت را نشان      |  | ز گفت ستاره‌شمر موبدان،     |
| که از پشت تو شهریاری بود      |  | که اندر جهان یادگاری بود   |
| کنون از بزرگان یکی برگزین     |  | نگه کن پس پردهٔ کی پشین     |

### نسبت دادن تبار اسفندیار به کی‌پشین
زمانی که اسفندیار تبار خود را برای رستم بازگو می‌کند، تبار خود را از نیای خود پشین به فریدون شهریار ایران می‌رساند:
| که لهراسپ بُد پور اُورَند شاه |  | که او را بُدی از مهان تاج و گاه |
| هم اُورَند از گوهر کی‌پشین    |  | که کردی پدر بر پشین آفرین      |
| پشین بود از تخمهٔ کیقباد    |  | خردمند شاهی دلش پر ز داد       |
| همی رو چنین تا فریدون شاه  |  | که شاه جهان بود و زیبای گاه    |

### نسبت دادن تبار خسرو (مدعی شاهی) به کی‌پشین
یکی دیگر از یادکردهای شاهنامهٔ فردوسی از کی‌پشین زمانی است، پس از کشته شدن یزدگرد بزه‌گر با توجه به ستم‌هایی که یزدگرد بزه‌گر در حق زیردستان و بزرگان ایران روا داشته بود، بزرگان ایران تصمیم گرفتند که از تبار دیگری فردی را به شاهی برگزینند. پس از کشمکش‌های فراوان یکی از بزرگان به‌نام خسرو برگزیده می‌شود. که تبار او را به کی‌پشین نسبت می‌دادند. که بهرام گور با پشتیبانی سپاه منذر این انتخاب را نمی‌پذیرد، و بین بزرگان گفتگوها به درازا می‌کشد، برخی از بزرگان طرفدار خسرو و برخی طرفدار بهرام گور بودند. بخشی از این گفتگو که در آن به تبار خسرو اشاره شده که تبار او را به کی‌پشین می‌رساند در ابیات زیر آمده‌است:
| به بهرام گفتند کای فرمند    |  | به شاهی توی جان ما را پسند |
| ندانست کس در هنرهای تو      |  | به پاکی‌تن و دانش و رای تو  |
| چو خسرو که بود از نژاد پشین |  | به شاهی برو خواندند آفرین  |
| همه زیر سوگند و بند وی‌یم    |  | که گوید که اندر گزند وی‌یم  |
| گر او زین سپس شاه ایران بود |  | همه مرز در چنگ شیران بود   |
| گروهی به بهرام باشند شاد    |  | ز خسرو دگر پاره گیرند یاد  |

## کی‌پشین در سایر آثار ادبی
در تاریخ بلعمی از کیقباد و فرزندانش چنین یاد شده‌است:
و [ کیقباد ] دخترِ مهتری از مهتران ترکستان به زنی کرده بود. و او را از آن زن پنج فرزند آمد. نام‌های ایشان یکی کی‌افنه و کی‌کاووس و کی‌آرش و کی‌پشین و کی‌بیه. و کی به زبانِ پهلوی نیکو بود. و این همه فرزندانِ کیقباد بودند. وی مَلِکی با عدل و داد بود و جهان‌آباد کرد و خراج نستد مگر عُشر. پس نشست به بلخ داشتی، به لبِ جیحون بدان حد که میان او بود و میان ترکان. و صد سال پادشاهی کرد. و آن قصه‌های بنی‌اسرائیل که از پسِ موسی بود همه در عهد کیقباد بود.
نظامی گنجوی حاکم بیشکین را با کی‌پشین مقایسه می‌کند:
| اگر بیشکین بر نویسنده راست |  | بود کی‌پشین حرف بر وی گواست |
| سزد گر بود نام او کی‌پشین   |  | که هم کی‌نشان‌ست و هم کی‌نشین |

قاآنی و ملک‌الشعرای بهار نیز از کی‌پشین نام برده‌اند.